# Stenobrium bicoloricornis
Stenobrium bicoloricornis là một loài bọ cánh cứng trong họ Cerambycidae.